# Wielka Nizina Węgierska

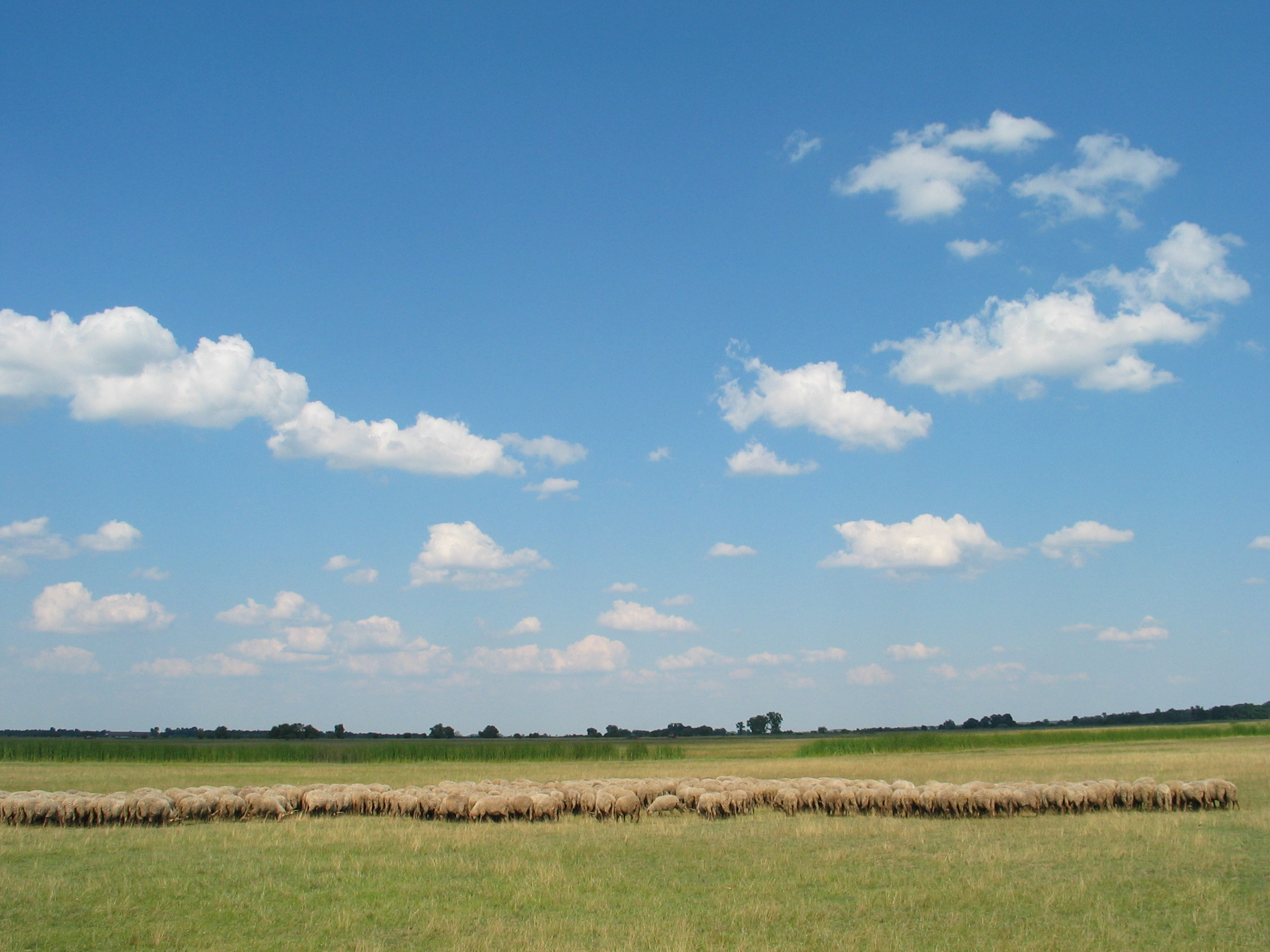
Typowy krajobraz Wielkiej Niziny Węgierskiej

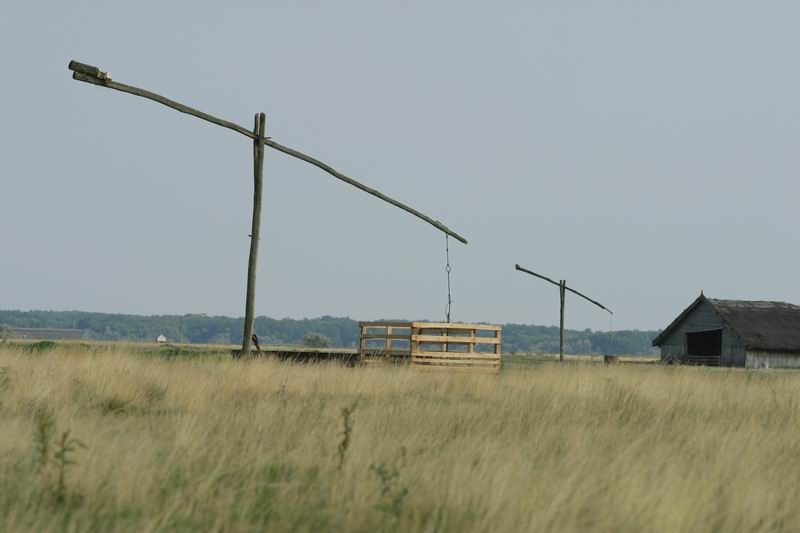
Osada pasterska na Wielkiej Nizinie Węgierskiej

Wielka Nizina Węgierska (554–555; węg. Alföld lub Nagyalföld, słow. Veľká dunajská kotlina, niem. Große Ungarische Tiefebene) – jedna z trzech jednostek podziału geograficznego Kotliny Panońskiej, zajmująca jej część na wschód od doliny Dunaju.
Zajmuje powierzchnię około 100 tys. km², z czego ponad 50 tys. km² przypada na Węgry (połowa obszaru tego państwa), a reszta – na pograniczne z Węgrami tereny Słowacji (Nizina Wschodniosłowacka), Ukrainy (Nizina Zakarpacka), Rumunii, Serbii i Chorwacji-Slawonii. Łańcuch Karpat tworzy północną (Średniogórze Północnowęgierskie) i wschodnią granicę Niziny, na południu tworzą ją Góry Dynarskie, na zachodzie granica z wysoczyznami Kraju Zadunajskiego biegnie na zachód od Dunaju i na północ od Drawy. Z obszarów po zachodniej stronie Dunaju do Wielkiej Niziny Węgierskiej zalicza się równinę Mezőföld i Nizinę Drawską.
Wielka Nizina Węgierska stanowi ogromną równinę, opadającą z północy na południe, od (przeciętnie) 120 m n.p.m. do 80 m n.p.m. Nie znaczy to, że jest to kraina zupełnie płaska – różnice wysokości względnej wynoszą kilkadziesiąt metrów. Do wyżej położonych regionów zaliczają się Międzyrzecze Dunaju i Cisy oraz wysoczyzna Nyírség (wzgórze Hoportyó – 183 m n.p.m.). Na południu, między Drawą i Dunajem a Sawą, leżą izolowane pasma panońskich gór wyspowych, sięgające ponad 1000 m n.p.m.
Podobnie jak cała Kotlina Panońska, Nizina jest pochodzenia aluwialnego. Jej obecna rzeźba została ukształtowana przez przecinające ją wielkie rzeki: Dunaj, Cisę, Drawę i Sawę. Rzeki te mają charakter nizinny, płyną powoli, meandrując, w szerokich (20–30 km) dolinach. Korytom rzek towarzyszą starorzecza i mokradła, które dawniej zajmowały ogromne obszary. Jeziora Niziny mają charakter stepowy – są niewielkie, płytkie, zasolone i wysychają podczas susz. Największe jest Jezioro Białe (węg. Fehér tö) koło Segedyna.
Klimat Wielkiej Niziny Węgierskiej jest umiarkowany, kontynentalny. Wschodnia część Niziny otrzymuje małą ilość opadów, co powoduje susze.
Gleby Wielkiej Niziny Węgierskiej są na ogół bardzo urodzajne. W dolinach Cisy i Dunaju są to gleby powstałe z osadów rzecznych, w miejscach wyżej położonych są to stepowe czarnoziemy. Sporą część Niziny zajmują eoliczne piaski i lessy. Mało urodzajne są natomiast zasolone, alkaliczne gleby zwane szik, które wytworzyły się w miejscach otrzymujących najmniej opadów.
Pierwotną formacją roślinną wielkiej Niziny Węgierskiej był step, a w dolinach rzek – podmokłe lasy łęgowe. W wyniku działalności człowieka formacje te jednak prawie całkowicie zanikły. Dawne stepy położone na glebach urodzajnych stanowią obecnie grunty rolne. Ostatnie relikty roślinności stepowej stanowią obszary o glebach zbyt mocno zasolonych bądź zbyt suche, by obrócić je w grunty orne. Są one wykorzystywane jako pastwiska (węg. puszta), jednak wskutek unowocześniania gospodarki rolnej ich powierzchnia systematycznie maleje. W XIX wieku były charakterystycznym elementem krajobrazu Węgier, słynącym z hodowli bydła i koni. W drugiej połowie XX wieku zajmowały już tylko około 12% powierzchni Niziny. Kilka takich obszarów jest obecnie chronionych jako parki narodowe: Hortobágy koło Debreczyna, Kiskunsagi koło Kecskemét, Körös-Maros, Szatmar-Beregi i Pusztaszer.
Poza rozrzuconymi, niewielkimi złożami ropy naftowej i gazu ziemnego Wielka Nizina Węgierska jest pozbawiona bogactw mineralnych. Mimo, a może właśnie przez forsowaną w czasach komunistycznych industrializacji, przemysł nie rozwija się tu zbyt intensywnie. Wielka Nizina Węgierska jest natomiast w całości użytkowana rolniczo. Rolnictwo Niziny jest towarowe, wysoko rozwinięte i różnorodne. Uprawia się praktycznie wszystkie rośliny uprawne rosnące w klimacie umiarkowanym – zboża, kukurydzę, pszenicę, jęczmień, ryżu, ziemniaki, warzywa (słynna węgierska papryka), owoce, rośliny pastewne, rośliny techniczne – buraki cukrowe i tytoń. Na gorszych gruntach prowadzi się wielkotowarową pastwiskową hodowlę krów, świń, owiec i koni.
Wielka Nizina Węgierska jest gęsto zaludniona. Nie wykształcił się na niej jeden centralny ośrodek. Największymi miastami są Budapeszt na północy i Belgrad na południu. Poza nimi większymi miastami Niziny są Segedyn, Kecskemét, Békéscsaba, Szolnok, Debreczyn i Nyíregyháza w części węgierskiej, Oradea, Arad i Timișoara w części rumuńskiej, Subotica i Nowy Sad w części serbskiej oraz Osijek w części chorwackiej. Miasta są powiązane gęstą siecią dróg i linii kolejowych. Przez południową część Niziny biegną odcinki europejskich korytarzy komunikacyjnych z Budapesztu do Belgradu i z Zagrzebia do Belgradu.

## Regionalizacja fizycznogeograficzna
Podział Wielkiej Niziny Węgierskiej na mniejsze jednostki geograficzne jest zdeterminowany głównie przez rzeki i ich wytwory, przy pewnym wpływie czynników antropogenicznych. Jednostki te mają charakter nizinnych dolin rzecznych albo równin. Tradycyjnie geografia węgierska dzieli Nizinę na:
1. międzyrzecze Dunaju i Cisy (węg. Duna Tisza köze):
  1. dolina Dunaju,
  2. właściwe międzyrzecze Cisy i Dunaju,
  3. dolina Cisy,
2. Kraj Zacisański (Tiszántul):
  1. Równina Satmarsko-Berehowska,
  2. niziny Bodrogköz i Rétköz,
  3. wysoczyzna Nyírség,
  4. step Hortobágy,
  5. równina Hajduság,
  6. równina Wielka Kumania (Nagykunság),
  7. moczary Wielki i Mały Sárrét (Nagy-Sárrét i Kis-Sárrét),
  8. międzyrzecze Kereszu i Maruszy (dolny Tiszántul, węg. Maros Körös köze),
3. dolina Sawy (Posawie),
4. dolina Drawy (Podrawie),
5. Równina Wojwodiny.

Regionalizacja fizycznogeograficzna tego obszaru według UKD jest następująca:
- 554.1 Podgórze Północnowęgierskie
- 554.2 równina Mezőföld
- 554.3 Dolina Środkowego Dunaju
- 554.4 Międzyrzecze Dunaju i Cisy
- 554.5 Równina Baczki
- 554.6 Nizina Cisańska
- 554.7 wysoczyzna Nyírség
- 554.8 Równina Satmarska
- 554.9 Nizina Zakarpacka
- 555.1 Nizina Drawska